# Calycophyllum candidissimum
Calycophyllum candidissimum är en måreväxtart som först beskrevs av Vahl, och fick sitt nu gällande namn av Dc.. Calycophyllum candidissimum ingår i släktet Calycophyllum och familjen måreväxter. Inga underarter finns listade i Catalogue of Life.